# Chabrovice
Chabrovice (německy Chabrowitz) jsou malá vesnice, část obce Skopytce v okrese Tábor v Jihočeském kraji. Nachází se asi jeden kilometr západně od Skopytec. Je zde evidováno 26 adres. V roce 2011 zde trvale žilo 54 obyvatel.
Chabrovice jsou také název katastrálního území o rozloze 2,24 km².

## Historie
První písemná zmínka o vesnici pochází z roku 1394.

## Obyvatelstvo
| Rok            | 1869 | 1880 | 1890 | 1900 | 1910 | 1921 | 1930 | 1950 | 1961 | 1970 | 1980 | 1991 | 2001 | 2011 | 2021 |
| -------------- | ---- | ---- | ---- | ---- | ---- | ---- | ---- | ---- | ---- | ---- | ---- | ---- | ---- | ---- | ---- |
| Počet obyvatel | 131  | 141  | 114  | 140  | 115  | 111  | 112  | 79   | 88   | 83   | 72   | 104  | 69   | 54   | 67   |
| Počet domů     | 18   | 18   | 18   | 20   | 19   | 19   | 19   | 20   | 20   | 19   | 18   | 24   | 24   | 25   | 26   |

## Obecní správa
Při sčítání lidu v letech 1850–1909 Chabrovice byly osadou obce Krátošice v okrese Tábor. V letech 1910–1976 byly samostatnou obcí, se kterým patřily nejprve do okresu Tábor, ale v roce 1950 v okrese Soběslav a od roku 1960 opět v okrese Tábor. Od 1. dubna 1976 jsou částí obce Skopytce v okrese Tábor. Od 26. listopadu 1971 do 31. března 1976 k obci patřily Krátošice.

## Pamětihodnosti
- Kaple na návsi

## Galerie

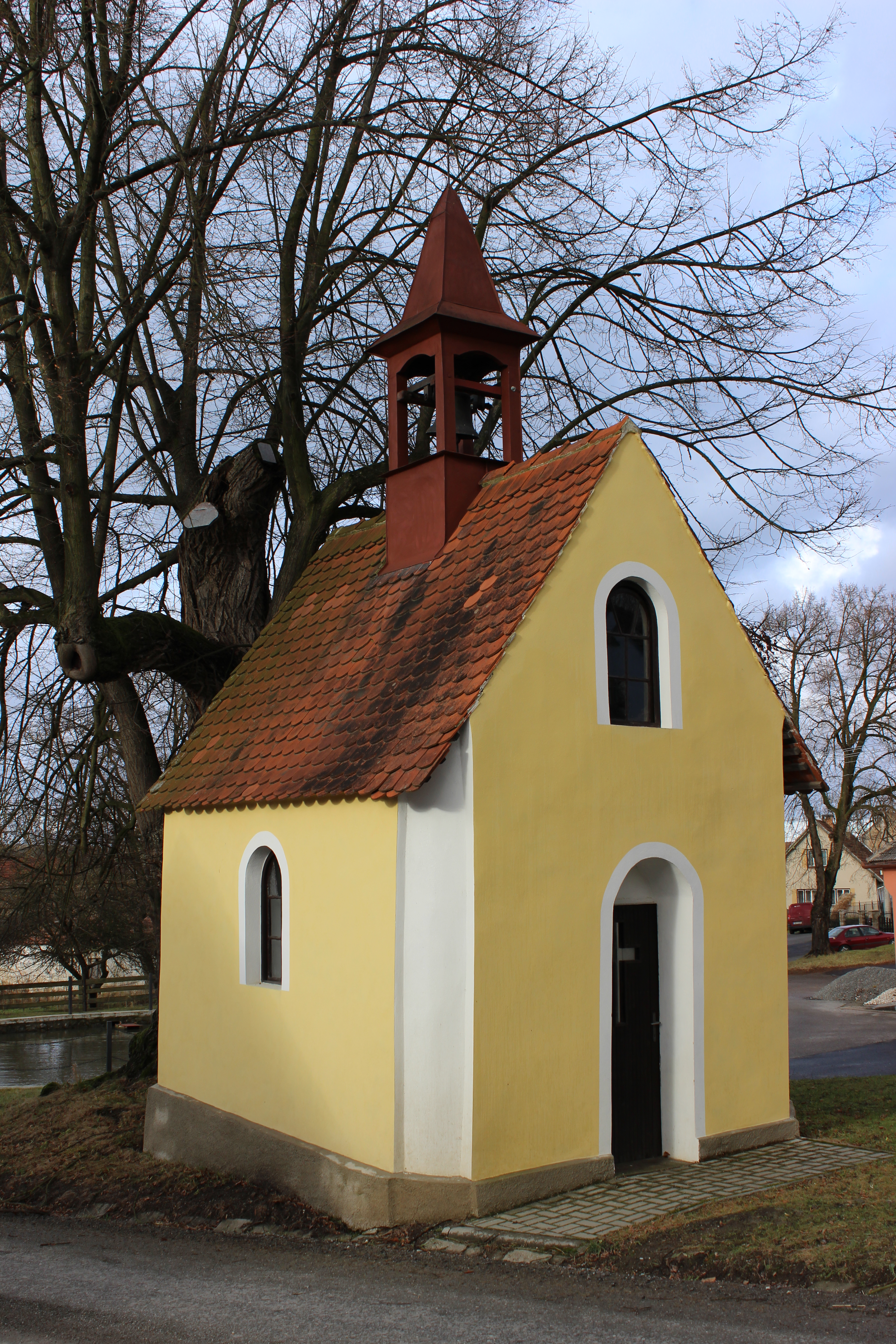
Návesní kaple
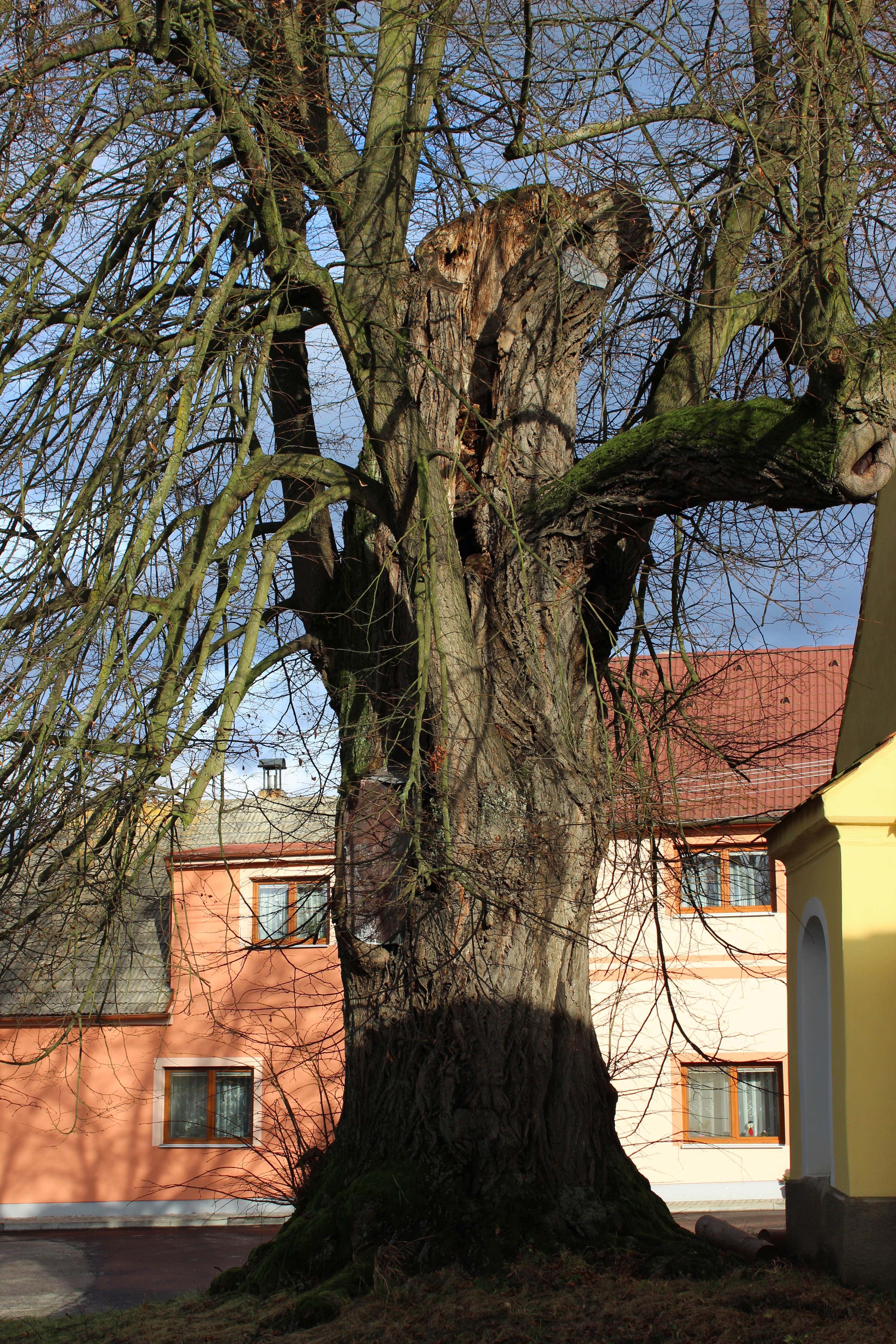
Strom vedle kaple
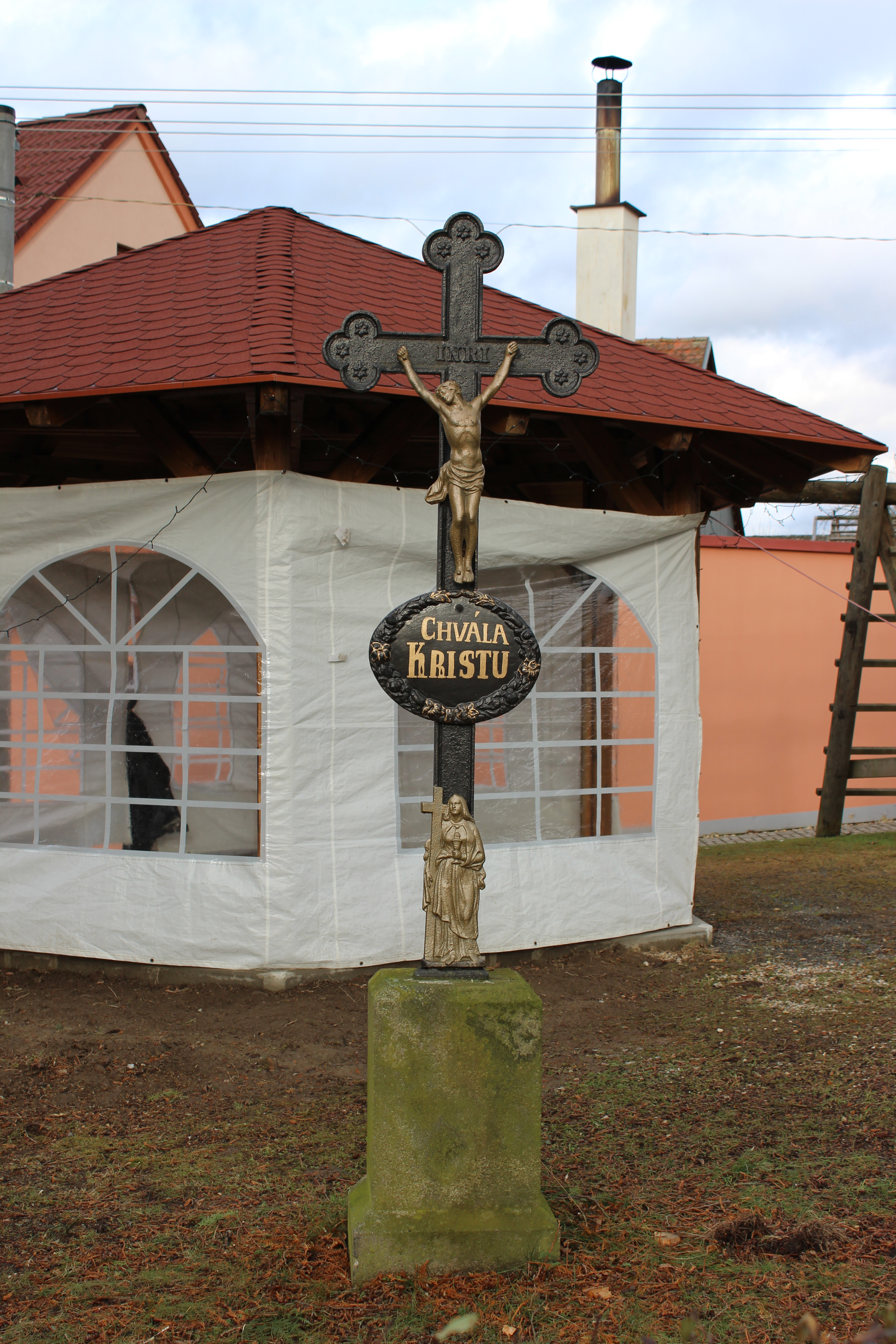
Kříž na návsi